# Calhau (Piedade)

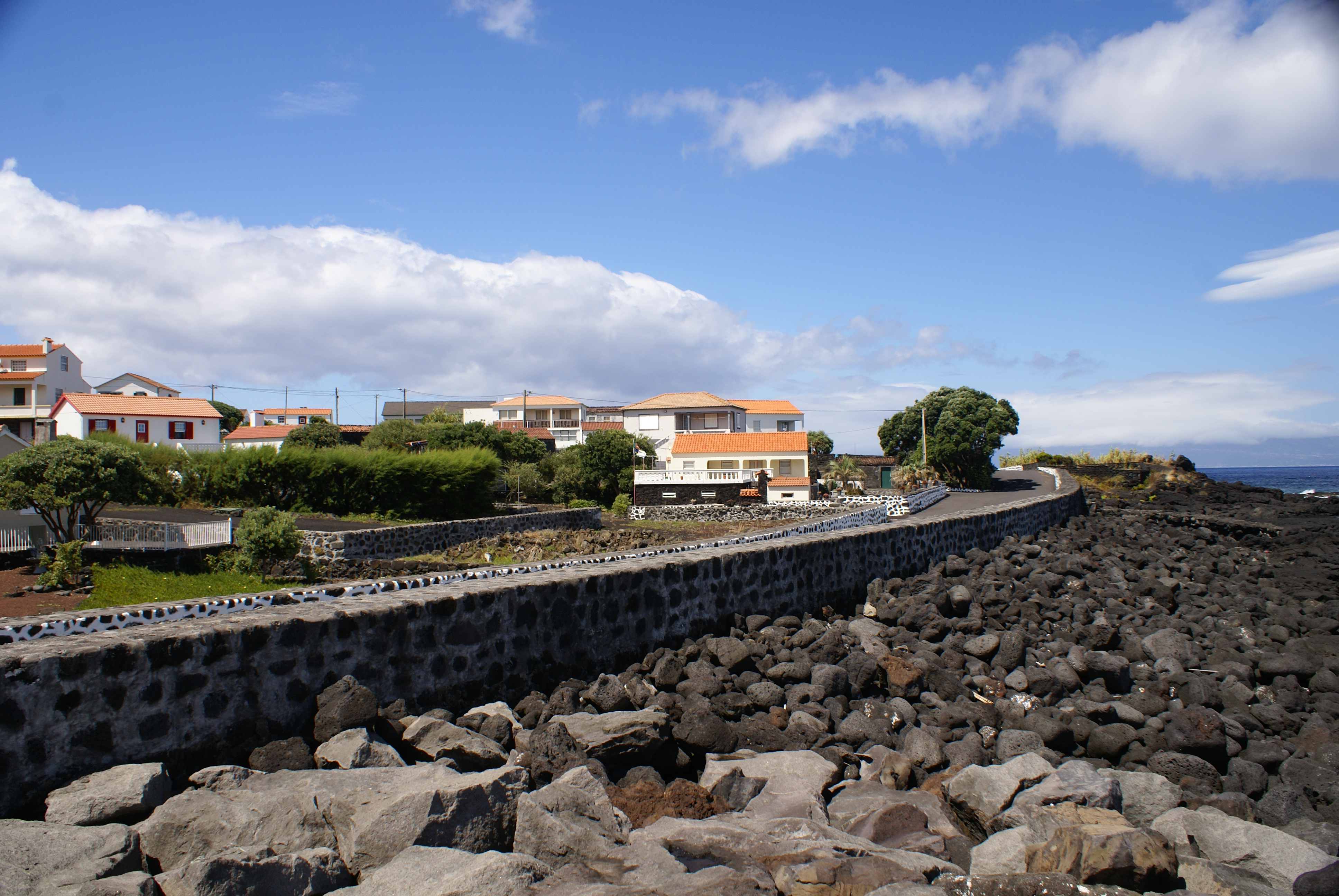
Calhau, vista parcial.

A Calhau é uma localidade costeira portuguesa da freguesia da Piedade do Pico, concelho da Lajes do Pico, ilha do Pico, arquipélago dos Açores.
Este povoado encontra-se próximo ao povoado das Adegas e do Cais do Galego. Aqui localiza-se a Baía do Calhau, o promontório da Ponta das Trombetas e a Ponta do Lajido.